# Гриффин, Эрик
Э́рик Джо́зеф Гри́ффин (англ. Eric Joseph Griffin; 3 ноября 1967, Лафейетт — 7 октября 2023) — американский боксёр, представитель первой наилегчайшей весовой категории.
Выступал за сборную США по боксу в конце 1980-х — начале 1990-х годов, двукратный чемпион мира, победитель Игр доброй воли, победитель американского национального первенства и национального турнира «Золотые перчатки», участник летних Олимпийских игр в Барселоне.
В период 1992—1997 годов боксировал на профессиональном уровне, был претендентом на титул чемпиона мира по версии Всемирной боксёрской организации (WBO).

## Биография
Эрик Гриффин родился 3 ноября 1967 года в городе Лафейетт штата Луизиана, США.

### Любительская карьера
Впервые заявил о себе в 1986 году, став бронзовым призёром чемпионата США в зачёте первой наилегчайшей весовой категории. Год спустя одержал победу на национальном турнире «Золотые перчатки».
Первого серьёзного успеха на международном уровне добился в сезоне 1989 года, когда вошёл в основной состав американской национальной сборной и затем занял первое место на чемпионате мира в Москве.
В 1990 году в наилегчайшем весе был лучшим на Играх доброй воли в Сиэтле, в частности взял здесь верх над сильными советскими боксёрами Ншаном Мунчяном и Анатолием Филипповым. Кроме того, добавил в послужной список золотую награду, полученную на Кубке мира в Индии.
В 1991 году стал чемпионом США по боксу среди любителей и завоевал золотую медаль на мировом первенстве в Сиднее, где, как и в прошлый раз, одолел в финале кубинца Рохелио Марсело.
Благодаря череде удачных выступлений Эрик Гриффин удостоился права защищать честь страны на летних Олимпийских играх 1992 года в Барселоне, рассматривался здесь в качестве главного фаворита категории до 48 кг. В итоге он благополучно прошёл первого соперника по турнирной сетке, но во втором бою с близким счётом 5:6 потерпел поражение от испанца Рафаэля Лосано. Этот результат оказался одним из самых спорных на этих Играх, поскольку в действительности каждый из пяти судей отдал Гриффину большее количество точных ударов — американский боксёр стал жертвой новой электронной системы подсчёта очков, которая засчитывала спортсмену очко только в том случае, если все пять судей нажимали на кнопку одновременно. Американская сторона подала официальный протест в Международную ассоциацию бокса, но он был отклонён.

### Профессиональная карьера
Сразу по окончании берселонской Олимпиады Гриффин покинул расположение американской сборной и в октябре 1992 года успешно дебютировал на профессиональном уровне. В течение года одержал десять побед подряд.
В ноябре 1993 года вышел боксировать с мексиканцем Маркосом Пачеко (23-6-2) за вакантный титул чемпиона Североамериканской боксёрской федерации (NABF) в первой наилегчайшей весовой категории, но после шестого раунда из-за вывиха плеча вынужден был отказаться от продолжения боя и тем самым потерпел первое в профессиональной карьере поражение. Спустя несколько месяцев в повторном поединке Гриффин всё же выиграл у Пачеко единогласным судейским решением и забрал чемпионский пояс себе.
Впоследствии дважды защитил полученный титул чемпиона и выиграл один рейтинговый поединок. В декабре 1994 году в претендентском бою Всемирной боксёрской ассоциации (WBA) встретился с панамцем Карлосом Мурильо (26-2) и проиграл ему техническим нокаутом в девятом раунде.
В 1995 году вернул себе титул чемпиона NABF в первом наилегчайшем весе и один раз защитил его. Лишился титула в апреле 1996 года, потерпев поражение нокаутом от мексиканца Хесуса Чонга (28-7).
Последний раз боксировал на профессиональном уровне в мае 1997 года, вновь проиграл досрочно Хесусу Чонгу, при этом на кону стоял вакантный титул чемпиона мира в первом наилегчайшем весе по версии Всемирной боксёрской организации (WBO). В общей сложности провёл на профи-ринге 20 боёв, из них 16 выиграл (в том числе 13 досрочно) и 4 проиграл.